# جائزة سيزار لأفضل مخرج
المخرجون الفائزون بجائزة سيزر لأفضل فيلم فرنسي:
- 1976: برتران تافرنيه: المهرجان بدأ
- 1977: جوزيف لوزي: السيد كلين
- 1978: ألين ريزنيا: بروفيدانس
- 1979: كرستيان دو شالنج: أموال الآخرين
- 1980: رومان بولانيسكي: تييس
- 1981: فرنسوا ترافو: الموترو الأخير
- 1982: جون جاك أنو: حرب النار
- 1983: أندرزيج وجدا: منقوشة
- 1984: إيتوري سكولا: الكرة
- 1985: كلود زايدي: شريكي الجديد
- 1986: ميشيل ديفالي: لؤلؤة
- 1987: ألين كافاليه: تيريز
- 1988: لوي مالي: وداعا يا أطفال
- 1989: جون جاك أنو: الدب
- 1990: برتران بلير: جميل للغاية لأجلكم
- 1991: جون-بول رابينو: سيريانو من برغرا
- 1992: ألين كرونيو: كل صباحات العالم
- 1993: كلود ساوتيه: قلب في الشتاء
- 1994: ألين ريزنيا: تدخين/ممنوع التدخين
- 1995: أندريه تيكياني: قصب البرية
- 1996: كلود ساوتيه: نيلي والسيد آرنو
- 1997: باتريك ليكونتيه: سخرية (فيلم)
- 1998: لوك بيسون: العنصر الخامس
- 1999: باتريك شيريو: هؤلاء الذين يحبوني يمكنهم أن يركبوا القطار
- 2000: توني مارشال: معهد فينوس للجمال
- 2001: دومنيك مول: هاري، هنا ليساعد
- 2002: جون-بيير جينيه: إيميلي
- 2003: رومان بولانيسكي: عازف البيانو
- 2004: دينيس اركان: هجمات البرابرة
- 2005: عبد اللطيف الكشيش: لعبة الحب والفرص
- 2006: جاك أديار: طرقة جعلت قلبي يقفز
- 2007: قوليوم كانيه: لا تخبر أحد بهذا
- 2008: عبد اللطيف الكشيش: الكسكسي والبوري
- 2009: جان فرانسوا ريشيه: قاتل الغريزة
- 2010: جاك أوديار: نبي
- 2011: رومان بولانسكي: الكاتب الشبح
- 2012: ميشيل هازنافيسيوس: الفنان
- 2013: مايكل هاينيكي: الحب
- 2014: رومان بولانسكي: فينوس في الفراء
- 2015: عبد الرحمن سيساكو: تمبكتو
- 2016: أرنو ديبليشان: ثلاث ذكريات من شبابي